# Dardan
Dardan ist ein männlicher Vorname, der vor allem in Albanien und Kosovo gebräuchlich ist, aber auch als Familienname auftritt.

## Herkunft und Bedeutung
Der Name leitet sich vom südosteuropäischen Gebiet Dardanien ab, dessen Name vom illyrischen „Dardhë“ stammt, was Birne bedeutet.
Die Region Dardanien existierte bereits in der Antike und im Mittelalter.

## Namenstag
Noch ist kein Namenstag für Dardan bekannt.

## Namensträger

### Vorname
- Dardan Rexhepi (* 1992), kosovarisch-schwedischer Fußballspieler
- Dardan (* 1997), deutscher Rapper
- Dardan Sadik (* 1990), kosovarisch-schweizerischer Schauspieler

### Familienname
- Asal Dardan (* 1978), iranisch-deutsche Schriftstellerin und Essayistin